# Ganī Bek

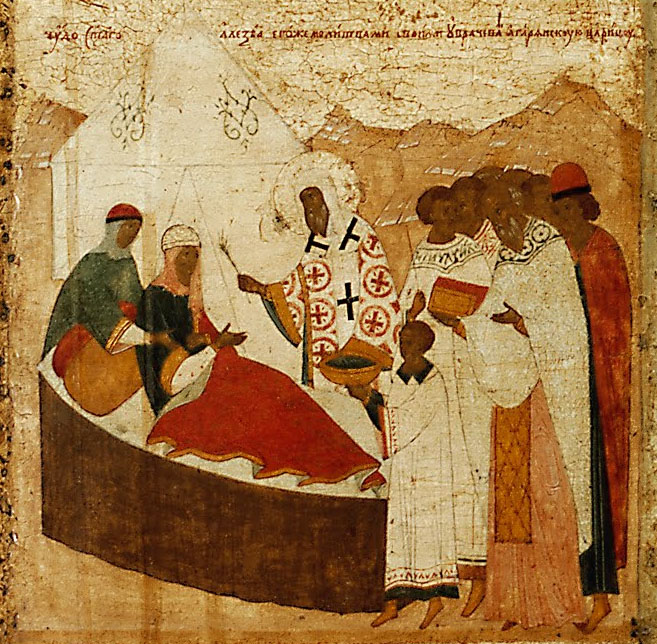
il Metropolita Alessio I e la guarigione della moglie di Ganī Bek dalla cecità

Ganī Bek (pron. Giani Bek, in tataro Cani Bək) (... – 1357) fu il Khan dell'Orda d'Oro dal 1342 al 1357, succedendo al padre Uzbek Khan.

## Storia
Dopo aver messo a morte due dei suoi fratelli, tra cui il legittimato alla successione Tini Bek, assunse il potere. Nel 1343, il Khan comandò una massiccia forza tatara nell'assedio di Caffa, città genovese sulle coste del mar Nero (l'odierna Feodosia). L'assedio si risolse nel febbraio del 1344, con un bilancio di 15.000 mongoli morti e i sopravvissuti in fuga ad est. Fece ritorno nel 1345 per assediare Caffa una seconda volta, ma l'anno seguente i soldati dell'armata mongola cominciarono ad ammalarsi di peste nera; per risolvere rapidamente il conflitto il Khan Ganī Bek pensò di catapultare alcuni cadaveri infetti all'interno delle mura, ma dopo poche settimane si ritirò a causa del dilagare della peste tra le sue schiere. Comunque da questo tentativo di antesignana guerra batteriologica si scatenò il più terribile contagio di peste, che colpì l'intera Europa.
Nel 1356, il Khan Ganī Bek conquistando Tabriz ed installandovi il proprio governo. Ben presto vi fu una rivolta a Tabriz ed il potere venne trasferito alla dinastia jalayride, la famiglia di Gengis Khan che era sempre stata ostile nei suoi confronti. Durante il suo regno comunque l'Orda d'Oro cominciò a mostrare i segni di una divisione feudale ed alla sua morte, assassinato dal figlio con un veleno, si succedettero ben 25 Khan in 21 anni molto confusi tra il 1357 ed il 1378.

## Successione
Gani Bek era figlio di Uzbek Khan e Kabak Kathun, per cui era discendente di Gengis Khan. Il suo figlio maggiore Mehemmet Birde Bek gli succedette, per primo, brevemente fino al 1359, poi seguirono gli altri suoi figli minori come Qulpa.

## Discendenza
Suoi figli furono:
- 1' Birde Bek
- 2' Qulpa
- 3' Nauruz Bek
- 4' figlio, padre di Temur (poi ucciso nel 1360)
- 5' Keldi Bek
- 6' Shakar Bek, poi marito di Sufi Husayn dei Kunqirrat e padre di Sevin Bek